# Союз українок-емігранток у Румунії
Союз українок-емігранток у Румунії діяв у 1923 — 1940 роках, мав централю в Бухаресті і філії в більших скупченнях української еміграції. Філіал Союзу українок.
Голова організації — Н. Трепке.